# Plagiognathus flavicornis
Plagiognathus flavicornis är en insektsart som beskrevs av Knight 1923. Plagiognathus flavicornis ingår i släktet Plagiognathus och familjen ängsskinnbaggar. Inga underarter finns listade i Catalogue of Life.